# John Watts (Leichtathlet)
John Watts (John Thomas Watts; * 23. April 1939) ist ein ehemaliger britischer Diskuswerfer.
Bei den Leichtathletik-Europameisterschaften 1971 in Helsinki und bei den Olympischen Spielen 1972 in München schied er in der Qualifikation aus.

## Persönliche Bestleistungen
- Kugelstoßen: 18,05 m, 19. August 1972, Edinburgh
  - Halle: 16,68 m, 29. Januar 1972, Cosford
- Diskuswurf: 59,70 m, 14. Juli 1972, London